# Cyperus cellulosoreticulatus
Cyperus cellulosoreticulatus är en halvgräsart som beskrevs av Johann Otto Boeckeler. Cyperus cellulosoreticulatus ingår i släktet papyrusar, och familjen halvgräs. Inga underarter finns listade i Catalogue of Life.